# Oscarsäule

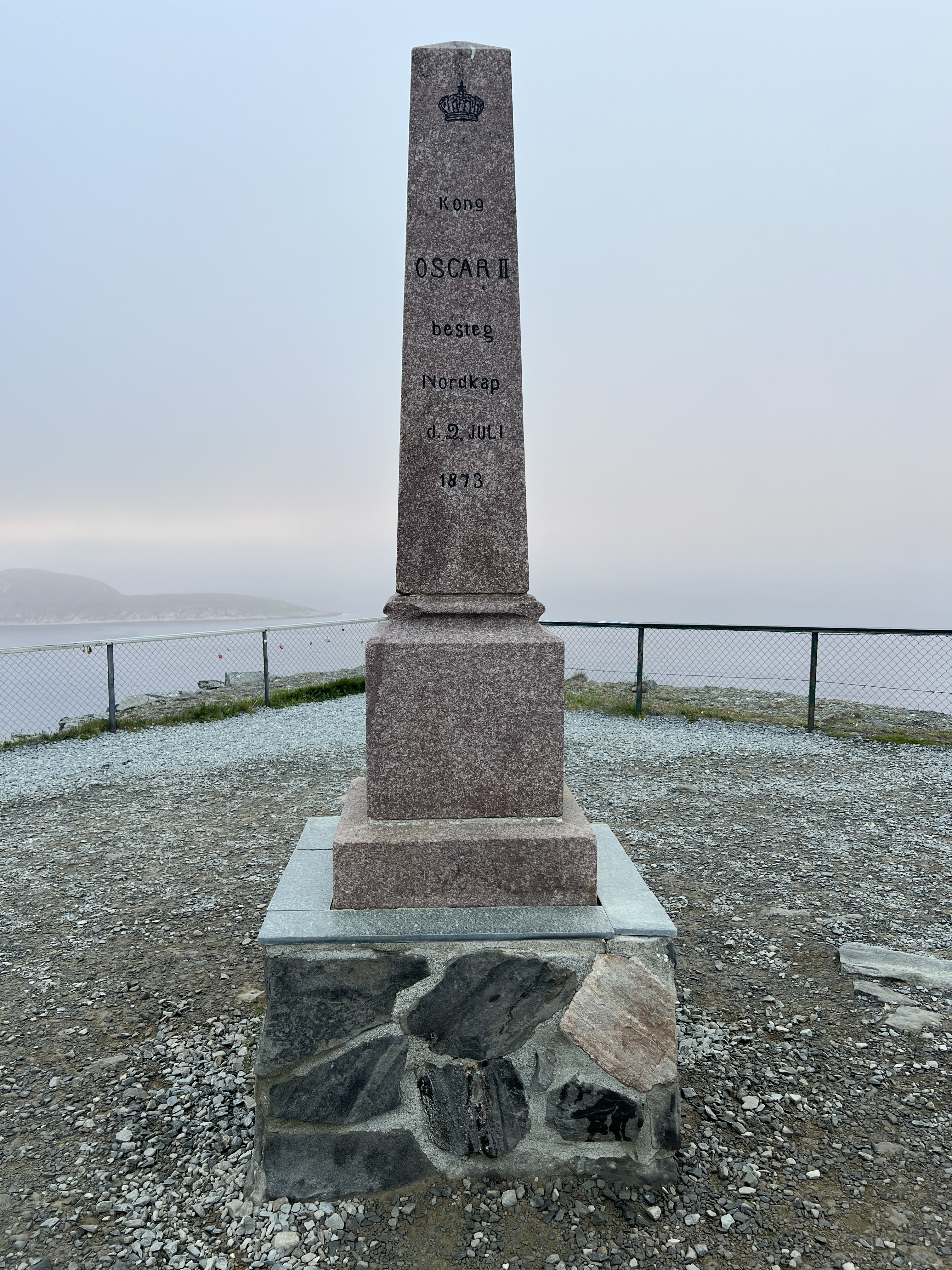
Oscarsäule 2025

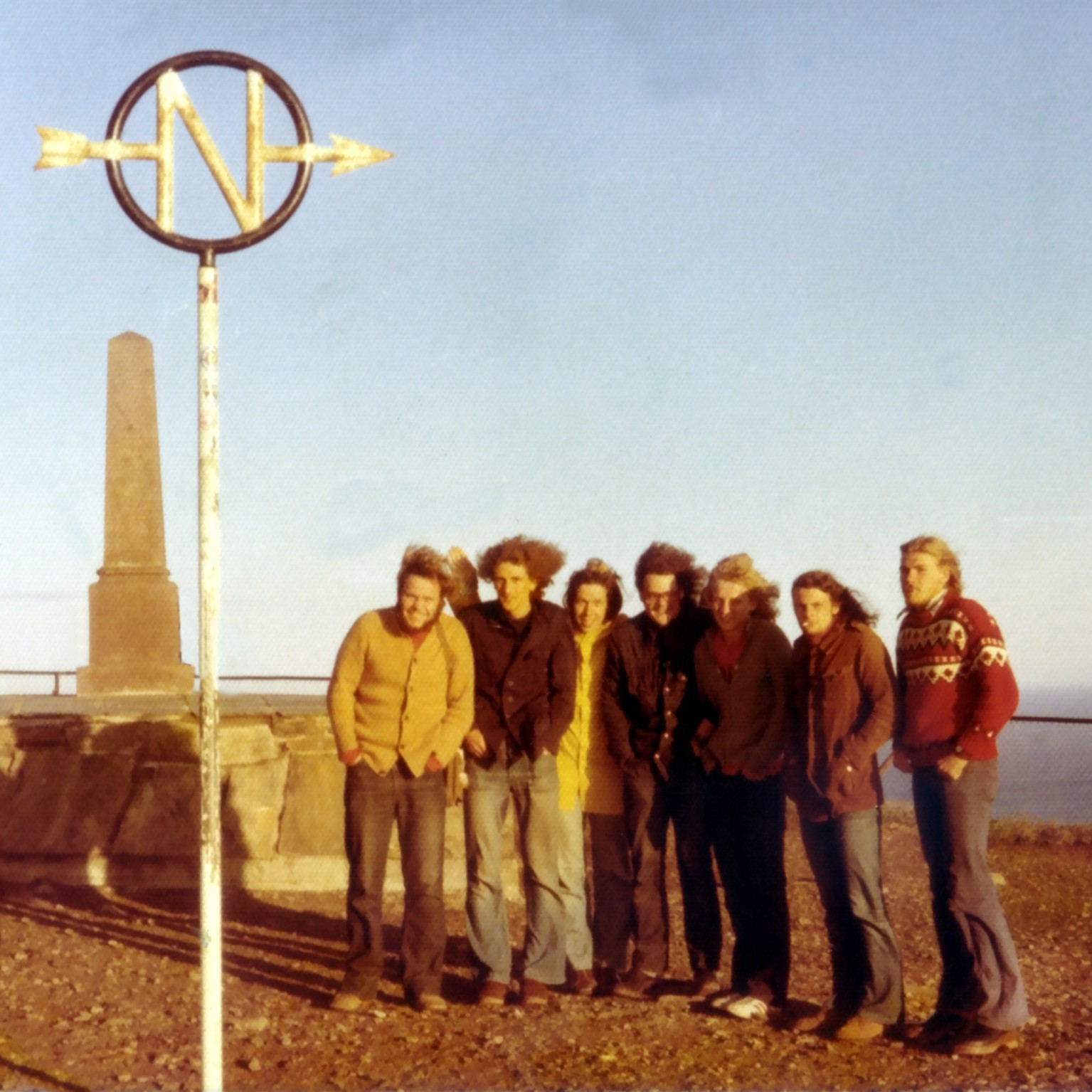
Oscarsäule 1973. Im Vordergrund der Vorgänger des 1984 etwas weiter südlich errichteten Mitternachtssonnen-Denkmals.

Die Oscarsäule (norwegisch: Oscarsstøtten) ist ein Denkmal auf dem Nordkapplateau in Norwegen.
Sie wurde im Jahr 1873 zur Erinnerung an den am 2. Juli 1873 erfolgten Nordkap-Besuch des damaligen Königs von Norwegen und Schweden Oskar II. auf dem Nordkap errichtet. Die Säule diente auch der Markierung der Außengrenze des damaligen Staatenbundes von Schweden und Norwegen. Im Nachhinein gilt der Besuch des Königs als Beginn des Massentourismus am Nordkap.
Auf der Vorderseite befindet sich unterhalb einer Krone die Inschrift:
Kong

OSCAR II

besteg

Nordkap

d. 2. Juli

1873
Auf der Rückseite befindet sich in Schreibschrift der Schriftzug Oscar.

## Standort
Bis zur Errichtung des Globus 1978 stand die Oscarsäule an dessen heutigem Standort ca. 150 m nördlich der alten Nordkaphalle. Jetzt steht sie ca. 50 m westlich der neuen Nordkaphalle und hat einen neuen, kleineren Sockel.